# Mourecochylis
Mourecochylis is een geslacht van vlinders van de familie bladrollers (Tortricidae).

## Soorten
- M. limenarchis Razowski, 1986
- M. ramosa Razowski & Becker, 1983